# فلتام
latitudeفلتامlongitudeفلتام
فلتام (به انگلیسی: Feltham) (‎/ˈfɛltəm/‎) یک ناحیه در لندن است که در منطقه هانزلو لندن واقع شده‌است.

## خصوصیات
فلتام ۶٫۵۶ کیلومترمربع مساحت دارد.

## افراد سرشناس
- فردی مرکوری (۱۹۴۶–۱991) of موسیقی راک band کوئین lived in Gladstone Avenue Feltham from 1964 till the very early 70s ; his parents were residents until a few years after his death.
- برایان می of موسیقی راک گروه کوئین once lived in Feltham
- جیمی پیج، legendary guitarist with موسیقی راک گروه لد زپلین، lived in Feltham.